# بالوما بايزا
بالوما بايزا (بالإنجليزية: Paloma Baeza)‏ (و. 1975  م) هي مخرجة أفلام، وممثلة أفلام بريطانية، ولدت في لندن.

## التعليم
تعلمت في جامعة برستل.

## وصلات خارجية
- بالوما بايزا على موقع IMDb (الإنجليزية)
- بالوما بايزا على موقع ألو سيني (الفرنسية)
- بالوما بايزا على موقع أول موفي (الإنجليزية)
- بالوما بايزا على موقع قاعدة بيانات الأفلام السويدية (السويدية)
- بالوما بايزا على موقع قاعدة بيانات الفيلم (الإنجليزية)
- بالوما بايزا على موقع كينوبويسك (الروسية)